# Basilica di San Giovanni Battista (Quiapo)
La basilica di San Giovanni Battista, detta anche chiesa di Quiapo o basilica del Nazareno Nero, (in tagallo: Basilika Menor ng Itim na Nazareno) è un'importante chiesa cattolica sita nel distretto di Quiapo nella città di Manila (Filippine). La chiesa è depositaria della statua cosiddetta del "Nazareno Nero", ritenuta dotata di poteri miracolosi. La chiesa, che con decreto dell'11 dicembre 1987 è stata elevata al rango di basilica minore è sede parrocchiale e dipende dall'arcidiocesi di Manila.

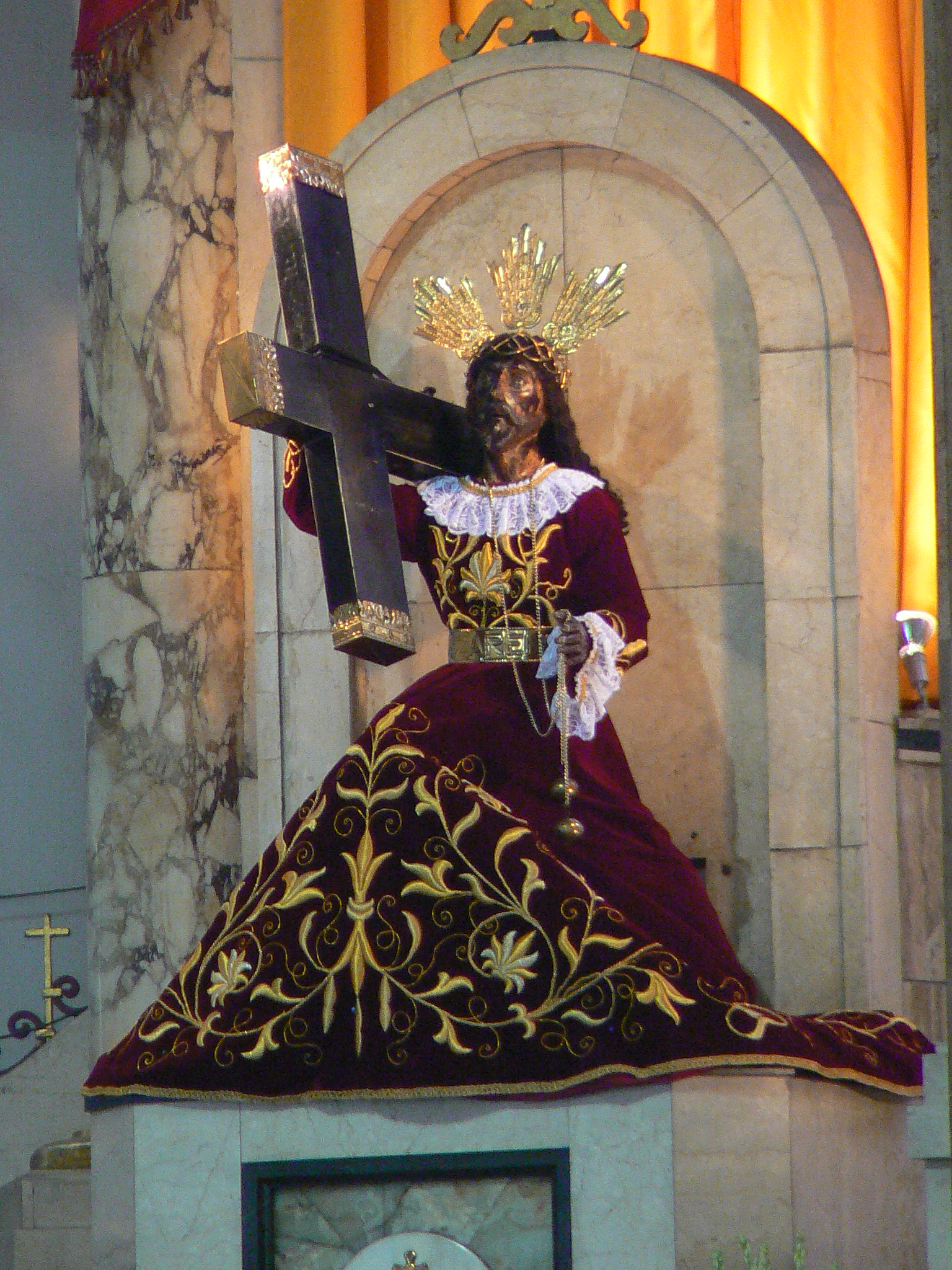
La statua del Nazareno Nero nella basilica di San Giovanni Battista a Quiapo

## Storia
Il 29 agosto 1586 il Governatore generale Santiago de Vera fondò il distretto di Quiapo come area suburbana di Manila. I missionari francescani eressero nella località una prima chiesa usando canne di bambù per la struttura e Nypa fruticans, un genere di palme, per la copertura. Tra i fondatori della chiesa vi fu il missionario francescano, padre Pedro Bautista Blásquez, futuro martire a Nagasaki. Il fabbricato originale bruciò completamente nel 1639, nel corso di un'insurrezione dei cinesi viventi a Manila, e venne sostituito da un edificio più robusto. Nel 1685 la chiesa fu affidata ai gesuiti. Nel 1863 la chiesa venne parzialmente distrutta da un terremoto.
Sotto la supervisione dei reverendi Eusebio de León e Manuel Roxas, la terza chiesa venne completata nel 1899. In precedenza il reverendo Roxas aveva raccolto, per la costruzione della chiesa, 40.000 pesos fra donazioni e contributi in denaro, da parte di laici. Il 30 ottobre 1928 la chiesa prese nuovamente fuoco, andando quasi completamente distrutta. Doña Encarnación Nakpíl de Orense, allora a capo del Comitato parrocchiale, raccolse i fondi per la ricostruzione. L'architetto Juan Nakpil, figlio del compositore Julio Nakpil, aggiunse la cupola ed una seconda torre campanaria all'edificio.

### Espansione ed elevazione al rango di basilica minore
Mons. Jose Abriol, parroco della basilica, incaricò l'architetto José Ma. Zaragoza e l'ingegner Eduardo Santiago di ampliare la chiesa nel 1984, per aumentarne la capienza di fedeli. Il cardinale Sin, arcivescovo di Manila, riconsacrò la chiesa il 28 settembre 1987 e tre mesi dopo essa fu elevata al rango di basilica minore. Il 1º febbraio 1988 mons. rev. Bruno Torpigliani, Nunzio apostolico nelle Filippine, benedisse l'altare di san Lorenzo Ruiz, uno dei martiri in Giappone, canonizzato il 18 ottobre 1987.

## Devozione al Nazareno Nero
Le novene che si tengono nella basilica in onore del Nazareno Nero sono seguite da migliaia di devoti. La festa dedicata a Cristo impersonato dal Nazareno Nero cade il 9 gennaio di ogni anno ed in tale occasione la statua viene traslata nella basilica dalla chiesa di San Nicola da Tolentino.

## Galleria d'immagini

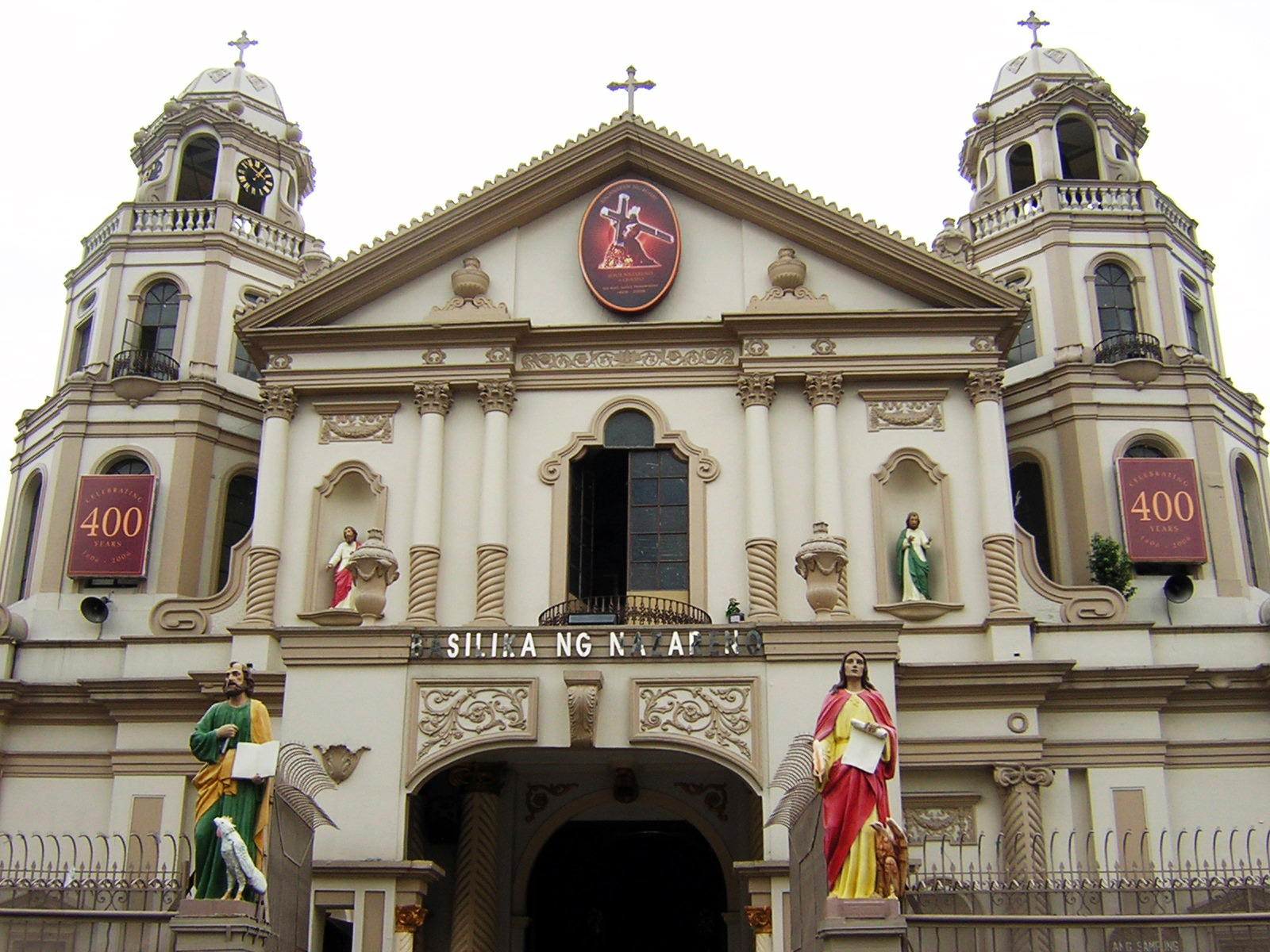
Portale d'ingresso alla basilica
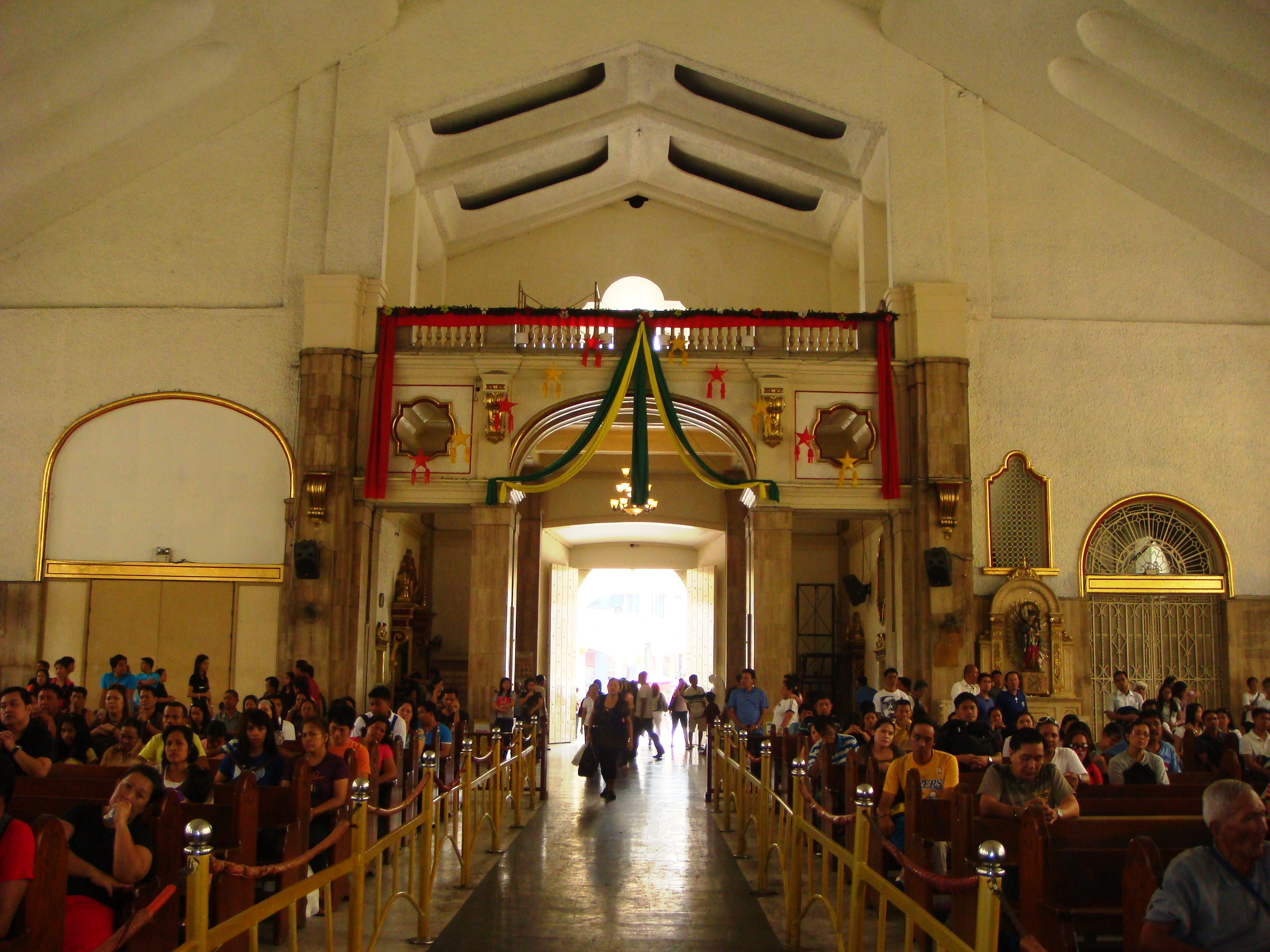
La parte alta del coro ed il nartece.
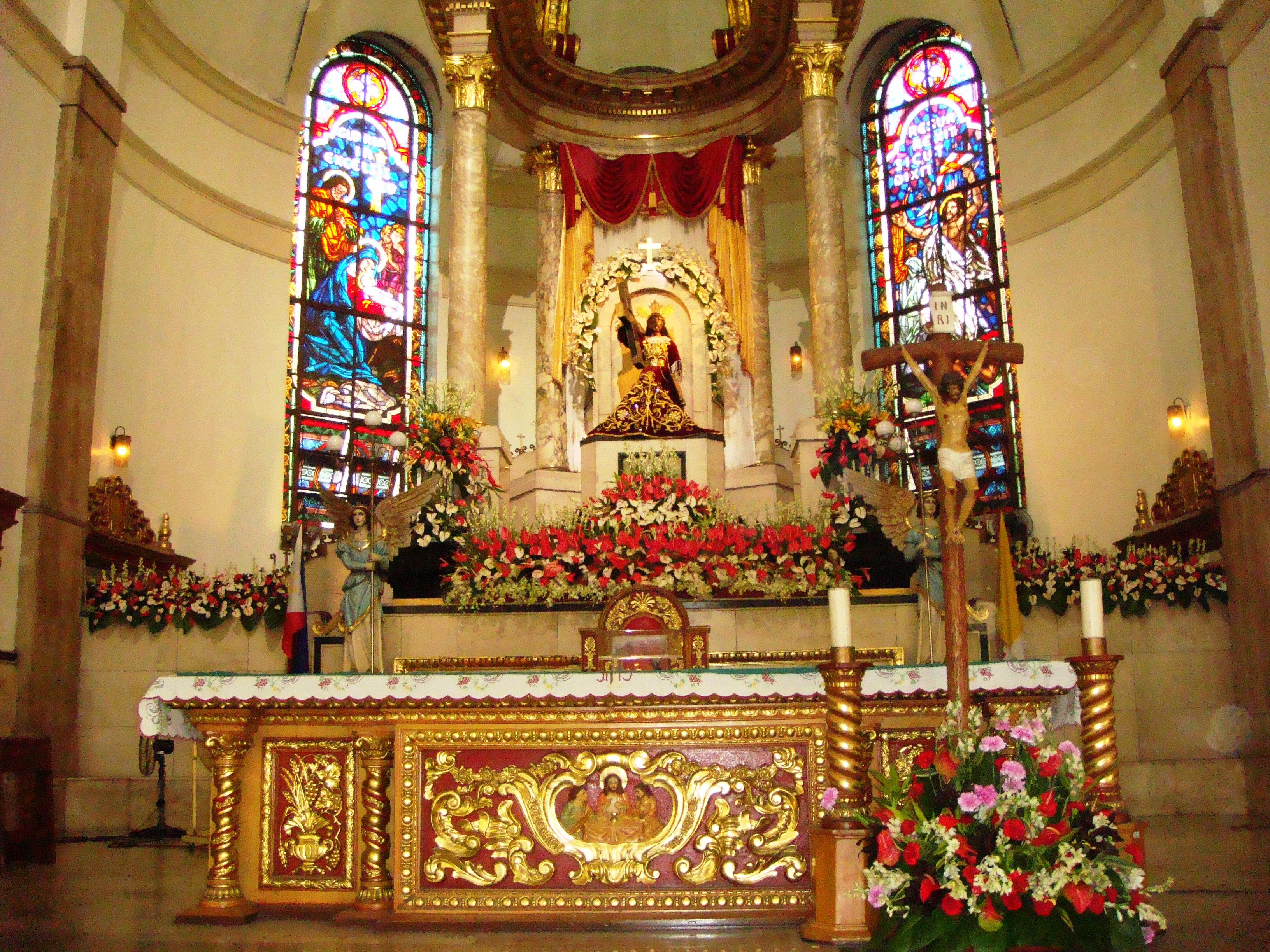
Altar maggiore della basilica con la statua del Nazareno Nero
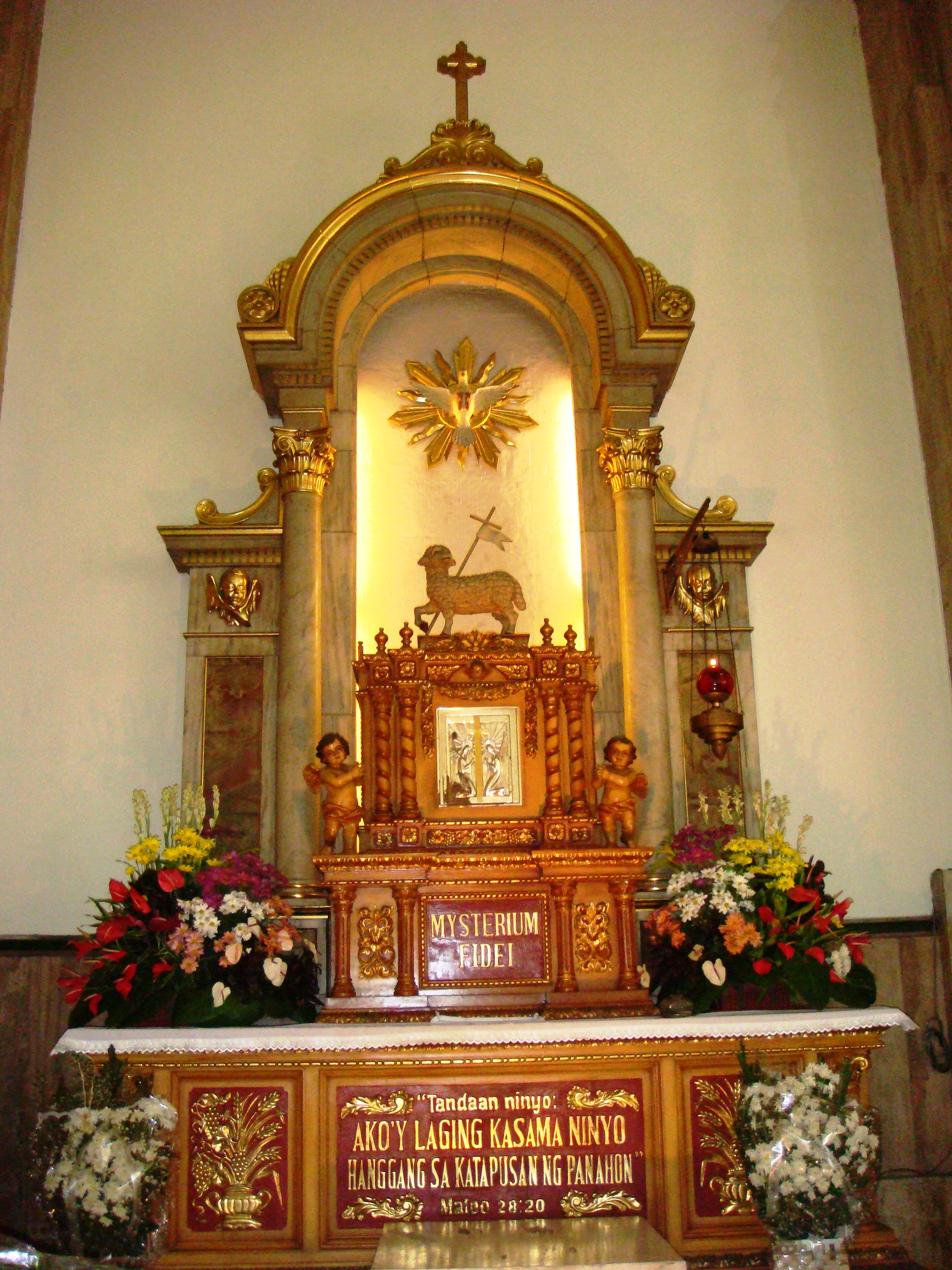
Altare del Tabernacolo